# P

Parkeringsplats.

P är den sextonde bokstaven i det moderna latinska alfabetet.

## Betydelser

### VersaltP
- På vägmärke betyder det parkeringsplats.
- Nationalitetsbeteckning för motorfordon från Portugal.
- På tyska registreringsskyltar för motorfordon från Potsdam.
- Kemiskt tecken för grundämnet fosfor. Se även periodiska systemet.
- I komplexitetsteori, en del av datavetenskapen, betecknar det mängden av alla beslutsproblem som kan lösas i polynomisk tid av en Turingmaskin.
- Symbol för peta, SI-prefix för faktorn 1015.
- Inom bibliotekens klassifikationssystem SAB är P signum för teknik, se SAB:P.
- Tidigare länsbokstav för det dåtida Älvsborgs län.
- Beteckning inom fysik för Effekt (från engelska Power)
- Inom mängdläran betecknar P(M) potensmängden av M.
- Vid bedömning av företags värde används ofta ett mått "price versus earnings", P/E
- Inom sannolikhet används sannolikhetsmåttet P, P(E)

### Gement p
- Symbol för piko, SI-prefix för faktorn 10–12.
- Beteckning inom fysik för tryck (från engelska pressure)
- Beteckning inom partikelfysik för proton
- Musikalisk styrkegradsbeteckning för piano - svagt.
- Anger spårvidden 891 mm i svenska litterabeteckningar på järnvägsfordon. Som spårviddsbokstav placeras den sist i dessa.
- Internationella fonetiska alfabetets symbol för tonlös bilabial klusil.
- I uttrycket sätta p för något, känt i svenskan sedan 1676, i tyskan från 1539, ursprungligen en förkortning för pest.[1] Hus som drabbats av pesten märktes med ett p som varning. Senare uppkom uttrycket sätta p för ett hus i den bildliga betydelsen att man ogärna återvänder dit, där man blivit illa bemött. I den nuvarande, mer allmänt ogillande eller förhindrande betydelse lånades uttrycket till svenskan på 1600-talet.
- <p> - ett HTML-element för textstycken (engelska: paragraph).

## Historia
Bokstavens fonetiska motsvarighet i det grekiska alfabetet är pi, medan utseendet är detsamma som för rho. Den feniciska bokstaven "pe" föreställde ursprungligen ett hörn ("pi't"), men föreställde sedan en mun ("pe").

## Datateknik
I datorer lagras P samt förkomponerade bokstäver med P som bas och vissa andra varianter av P med följande kodpunkter:
| Unicode | Gemen |                                     | Unicode | Versal |                                       | Används bl.a. i följande språk         |
| ------- | ----- | ----------------------------------- | ------- | ------ | ------------------------------------- | -------------------------------------- |
| U+0070  | p     | LATIN SMALL LETTER P                | U+0050  | P      | LATIN CAPITAL LETTER P                | de flesta där latinskt alfabet används |
| U+1D56  | ᵖ     | MODIFIER LETTER SMALL P             |         |        |                                       |                                        |
| U+1E55  | ṕ     | LATIN SMALL LETTER P WITH ACUTE     | U+1E54  | Ṕ      | LATIN CAPITAL LETTER P WITH ACUTE     |                                        |
| U+1E57  | ṗ     | LATIN SMALL LETTER P WITH DOT ABOVE | U+1E56  | Ṗ      | LATIN CAPITAL LETTER P WITH DOT ABOVE |                                        |
| U+2117  | ℗     | SOUND RECORDING COPYRIGHT           |         |        |                                       | symbol, upphovsrätt                    |

I ASCII-baserade kodningar lagras P med värdet 0x50 (hexadecimalt) och p med värdet 0x70 (hexadecimalt).
I EBCDIC-baserade kodningar lagras P med värdet 0xD7 (hexadecimalt) och p med värdet 0x97 (hexadecimalt).
Övriga varianter av P lagras med olika värden beroende på vilken kodning som används, om de alls kan representeras.